# Экологическая катастрофа
Экологи́ческая катастрофа — необратимое изменение природных комплексов, связанное с массовой гибелью живых организмов.

## Классификация
Катастрофы подразделяются на локальную и глобальную. Локальная экологическая катастрофа приводит к гибели или серьёзному нарушению одной или более локальных экологических систем.
Глобальная экологическая катастрофа — гипотетическое происшествие, которое возможно в случае превышения допустимого предела неким внешним или внутренним воздействием (или серией воздействий) на глобальную экологическую систему — биосферу (например, «Ядерная зима»).

## Примеры крупных экологических катастроф

### Природные катастрофы
- Кислородная катастрофа
- Земля-снежок
- Извержения вулканов
- Лимнологическая катастрофа

### Техногенныекатастрофы
- Атомные бомбардировки Хиросимы и Нагасаки — единственное за всю историю применение ядерного оружия в мире 6 и 9 августа 1945 г.
- Канадская экологическая катастрофа 1970 года
- Авария на химическом заводе в Севезо, Италия 10 июля 1976 года.
- Выброс цианистых соединений в Бхопале, Индия — выброс метилизоцианата 3 декабря 1984 г.
- Чернобыльская катастрофа, СССР — радиационное загрязнение территории Украины, частично Белоруссии и России 26 апреля 1986 г.
- Выброс нефти из танкера «Эксон Валдиз» 1989 год — вылилось 260–750 тысяч баррелей нефти
- Выброс нефти из танкера «Престиж» 2002 год — вылилось 90 тысяч м3 нефти
- Разлив нефти на Прадхо-Бей 2006 год — вылилось 1 млн м3 нефти
- Гибель Аральского моря, Казахстан, Узбекистан — исчезновение моря
- Повышение концентрации СО2 или парниковых газов в воздухе, впоследствии глобальное потепление и гибель кораллов
- Организованный иракской армией сброс нефти в Персидский залив во время войны 1991 года
- Экологическая катастрофа в Венгрии 2010 года — прорыв дамбы на заводе по производству алюминия, в результате чего сотни гектаров территории, а также Дунай с притоками были залиты т. н. «красным шламом».
- Взрыв нефтяной платформы Deepwater Horizon в Мексиканском заливе 20 апреля 2010 г.
- Авария на АЭС Фукусима I в Японии 11-12 марта 2011 года
- Утечка дизельного топлива в Норильске 29 мая 2020 года